# أبو قرقاص (مركز)
مدينة ابوقرقاص - AbuQurqas هي إحدى مدن مركز أبو قرقاص بمحافظة المنيا، مصر، وتقع إلى الجنوب من مدينة المنيا أي تتوسط كلاً من مركز المنيا شمالاً ومركز ملوي جنوباً.

## التقسيمات الادارية
يعد مركز أبو قرقاص
من أهم المراكز الموجودة بمحافظة المنيا.
ويضم مركز أبو قرقاص عدد ثمانية مجالس قروية وتضم هذه المجالس القروية عددا كبيرا من القرى والنجوع
| الوحدة المحلية  | القرى التابعة لها                               |
| --------------- | ----------------------------------------------- |
| أبو قرقاص البلد | أبو قرقاص (قرية)                                |
| أبيوها          | أبيوها                                          |
| أتليدم          | أتليدم                                          |
| بني حسن الشروق  | بني حسن الشروق                                  |
| بني عبيد        | بني عبيد، النحال، صنيم، البربا                  |
| بني موسى        | الفقاعي، بني خيار، ريحانة، كوم المحرص، بني موسى |
| جريس            | منتوت، بلنصورة                                  |
| نزلة أسمنت      | نزلة أسمنت                                      |

وتضم هذه المجالس القروية عددا كبيرا من القرى والنجوع.
وفيما يلي ترتيب قرى مركز أبو قرقاص بالحروف الأبجدية
أبو الصفا
أبو قرقاص البلد (قرية)
أبيوها
أتليدم
أسمنت
البربا
الحسانية
السحالة
السلطان حسن
السنبلاوين
الشيخ تمي
الفقاعي
الكرم
المطاهرة القبلية
النحال
بلنصورة
بني حسن الشروق
بني خيار
بني سعيد
بني عبيد
بني محمد شعراوي
بني موسى
جريس
جزيرة شيبة
ريحانة
زاوية حاتم
زعفرانة
ساقية موسى
سفاي
شرارة
صنيم
كفر الفيلة
كفر لبس
كوم الزهير
كوم المحرص
منتوت
منسافيس
منشأة النصر
منشأة دعبس
منشأة زعفرانة
منهري
نزلة أسمنت
نزلة أولاد جويد
نزلة السرو
نزلة جريس
نزلة حرز
نزلة مكين .

## السياحة
بني حسن
تتبع مركز أبوقرقاص، وتقع على بعد 22 كم جنوب شرق مدينة المنيا، بها 39 مقبرة منحوتة في الصخر لأشراف وحُكام مدينة «حبنو» من عصر الدولة الفرعونية الوسطى، أهمها مقبرة «أمنمحات»، ومقبرة «خنوم حتب».
إسطبل عنتر (أبو قرقاص) به 39 مقبرة منحوتة في الصخر بها الكثير من النقوش التي تسجل الحياة اليومية خلال الدولة الوسطى.
تضم أبو قرقاص ضمن معابدها معابد لصور المصريين القدماء حيث يمارسون الرياضة البدنية. وكذلك توجد آثار بني حسن وهي على الضفة الشرقية من النيل مقابل قرية أبو قرقاص البلد وبها مقابر من عهد أخناتون محفورة في أحجار الجبل الجيرية.
الطبيعة هناك جميلة جدا حيث من يقف في منطقة الآثار يرى سفح الجبل أسفله ثم مناطق صحراوية تتخللها أراضٍ زراعية خصبة ثم خلفها نهر النيل وترى على ضفته الأخرى المزارع ممتدة إلى نهاية البصر .

## قضايا اجتماعية
اختار "المجلس القومي للأمومة والطفولة المصري" بالتعاون مع البرنامج الإنمائي للأمم المتحدة ومنظمة اليونيسيف قرية «أبو قرقاص البلد» التابعة لمركز «أبو قرقاص» بمحافظة المنيا -300 كيلو متر جنوب القاهرة- والواقع جنوبها بمسافة 25 كم لإعلانها قرية خالية من «ختان الإناث»؛ وذلك من خلال توقيع بعض السكان فيها على «وثيقة» تنادي بمناهضة عادة «ختان الإناث» في 1-12-2005. وتلزم الوثيقة أهالي القرية بالالتزام بها.

## الاقتصاد
- مصنع [7] سكر أبو قرقاص من الأعمدة الاقتصادي للدولة.
- مشروعات تجميع الألبان بالقرى (مراكز تجميع)
- مصنع منتجات ألبان غرب مركز أبو قرقاص
- مجزرة آلية للماشية غرب مركز أبو قرقاص

وفي 1 يونيو 2015، افتتح محافظ المنيا، صلاح الدين زيادة، محطة الغاز الطبيعي بمركز «أبو قرقاص». والتي تخدم حوالي 20 ألف عميل بمدينة الفكرية، حيث قام المحافظ بفتح المحبس الخاص بالمحطة الرئيسية، كما تفقد عدد من المنازل التي تم توصيل الغاز الطبيعي لها. وأعلن المحافظ البدء في الأعمال الخاصة بمحطة الغاز الطبيعي بمركز مطاي والتي استخدم مراكز مطاي وسمالوط وبني مزار.
من جانبه أعلن المهندس بهي الدين أبو المجد مدير عام منطقة المنيا بشركة وادي النيل للغاز الطبيعي أن هناك حوالي 85 ألف عميل بمدينة المنيا و20 ألف عميل بمدينة الفكرية، كما أنه جاري العمل لإنهاء الإجراءات الخاصة بمحطة الغاز الطبيعي بمركز مطاي، والتي تخدم حوالي 70 ألف عميل بثلاثة مراكز وأضاف أنه من المتوقع أن يصل الغاز الطبيعي لجميع مراكز المحافظة بحلول عام 2017 .

## أعلام أبو قرقاص
عبد العظيم عبد الحق ممثل وملحّن سينمائي مصري من مواليد مركز أبو قرقاص بمحافظة المنيا سنة 1905، بدأت عنده هواية التمثيل سنة 1928، بعد التحاقه بفرقة أمين صدقي حيث عُيّن في الكورس بثماتية قروش يوميًا، إلا أن عائلته العريقة عارضت ذلك بشدة، ولكنه هرب للقاهرة وتتلمذ على يد الشيخ محمود صبح في الكورس الخاص به لمدة أربعة سنوات ثم أربع سنوات أخرى على يد الشيخ زكريا أحمد، وفي سنة 1948 التحق بالمعهد العالي للموسيقى المسرحية، وتخرج فيه سنة 1950، وانتقل بين وظائف عديدة، فعمل بوظيفة مدير إدارة الهوايات بوزارة الشّؤون الإجتماعية، ثم رقّي إلى مدير التفتيش المالي والإداري والمناقضات بوزارة العمل، ولما لم يعد يطيق الوظيفة الحكومية استقال. بدأت علاقته بالفن من خلال الموسيقى، لحّن أغنيات (تحت الشجر يا وهيبة)، (وحدة ما يغلبها غلاب)، كما وضع موسيقى لمسلسلات (هارب من الأيام)، (الضحية)، (الرحيل)، (الساقية)، ووضع أغنيات للعديد من الأفلام، واتجه إلى السينما في سن كبير، عمل في العديد من الأفلام والمسلسلات التلفزيونية مثل (عندما يأتي المساء)، (عادات وتقاليد)، (الشهد والدموع).
توفي في 03 أبريل 1993.
اللواء أركان حرب محمد الفاتح كُريِّم أبوعمر (18 نوفمبر 1932 - 28 مارس 2013) قائد عسكري مصري شغل منصب قائد المنطقة الجنوبية العسكرية. من مواليد قرية الشيخ تمي مركز أبوقرقاص محافظة المنيا ويعتبر أحد الشخصيات البارزة التي شاركت في حرب أكتوبر وأحد أبطالها، حيث قاد معركة شرسة ضد جيش الاحتلال الإسرائيلي في منطقة جبل المر في سيناء عندما كان قائدًا للواء الثاني مشاة ميكانيكي بالفرقة 19 للجيش الثالث الميداني. تقديراً لدوره في معارك حرب أكتوبر أطلق اسمه «الفاتح» على «جبل المر» في سيناء، وكذلك على إحدى الفريقطات من نوع غوويند رقم (971) التي انضمت إلى القوات البحرية المصرية، كما مُنحّ وسام نجمة الشرف العسكرية.